# 감자링
감자링은 1993년 6월 21일에 출시된 감자맛의 과자다. 맛은 감자맛이고 광고에서 양파링의 동생이라고 한다. 현재는 단종되었다.